# Pont de Bressonnaz (Broye)
Pour les articles homonymes, voir Pont de Bressonnaz.
Le pont de Bressonnaz est un pont situé dans le canton de Vaud en Suisse, au sud de Moudon. Il constitue un ancien franchissement de la Broye sur la route cantonale entre Lausanne et Berne.

## Localisation
Il est situé dans la localité de Bressonnaz, commune de Moudon. Il se trouve sur le cours de la Broye, à quelques mètres en aval de la confluence avec la Bressonnaz.

## Histoire
La construction du pont a débuté en 1698. Il est modernisé en 1898 pour permettre le passage de la ligne de tramway entre Lausanne et Moudon. Pour ce faire, il est notamment aplani et élargi. Entre 1962 et 1963, les tramways régionaux de Lausanne sont remplacés par des autobus, le pont perd ainsi son utilisation pour le tramway. Depuis 1964 et la construction d'un viaduc routier quelques dizaines de mètres en aval sur la Broye, la route cantonale de Lausanne à Berne (Route de Berne) ne passe plus par ce pont.

## Caractéristiques
Il s'agit d'un pont à plein cintre composé de trois arches. Il est fabriqué en pierre de taille. 

### Sources
- le Pont de Bressonnaz, sur l'Inventaire des voies de communication historiques de la Suisse